# Eisenbahnunfall von Mirshah
Der Eisenbahnunfall von Mirshah am 3. März 1997 war ein Auffahrunfall im Bahnhof von Mirshah, Punjab, Pakistan. 125 Menschen starben.

## Ausgangslage
Im Bahnhof von Mirshah stand in einem Stumpfgleis ein Zug, bestehend aus einer Lokomotive und fünf Wagen. Das Gleis war am Abschluss mit einem Prellbock versehen.
Der  Zulfikar Express von Lahore nach Karatschi musste auf seinem Weg den Bahnhof von Mirshah passieren.

## Unfallhergang
Der in den Bahnhof einfahrende Zulfikar Express wurde nach einem Bremsversagen in das Stumpfgleis geleitet, um einen Frontalzusammenstoß mit einem entgegenkommenden Zug zu vermeiden. Dort stieß er mit dem dort stehenden Zug zusammen. Der stehende Zug wurde dabei zwischen dem auffahrenden Schnellzug und dem Prellbock zerquetscht und zertrümmert. Zwei Wagen des Zulfikar Express wurden ebenfalls zerstört.

## Folgen
125 Menschen starben – darunter 24 Kinder –, 450 Menschen wurden darüber hinaus verletzt, 50 davon schwer.
Premierminister Nawaz Sharif besuchte Verletzte im Krankenhaus des der Unfallstelle benachbarten Khanewal. Dort wurden 81 Verletzte behandelt, 25 davon waren schwer verletzt.